# Jaïr Faria
Jaïr Faria (Amsterdam, 30 april 2004) is een Nederlandse singer-songwriter. Hij brak in 2020 door met het lied Terug naar nu en bracht in 2024 zijn debuut-ep Just As Ï Remember uit.

## Biografie
Jaïr Faria komt uit Amsterdam en is de zoon van rapper en singer-songwriter Glen Faria. Op jonge leeftijd was hij al actief in de muziek; in 2014 speelde hij al de rol van Ahmed in de musical Waanzinnig gedroomd. Zes jaar later, op vijftienjarige leeftijd, bracht hij met zijn vader het nummer Terug naar nu uit. In dit Nederlandstalige nummer zingen de heren over hun onderlinge contact en communicatie en praten ze over hun gevoelens. Terug naar nu werd een bescheiden hit in Nederland met een dertiende plaats in de Tipparade van de Nederlandse Top 40.
Jaïr Faria ging vervolgens schrijven aan zijn eigen muziek. Dit deed hij niet in het Nederlands, maar in het Engels. Zijn muziekstijl is een mix van pop, neo-soul en indierock Zijn eerste solo-single was Valentine in 2021, welke hij opvolgde met Wasted Noun in 2023. Aan het einde van 2023 had hij een optreden in het Amsterdamse poppodium Melkweg.  Kort daarna, in begin 2024, won hij de muziekwedstrijd Grote Prijs van Nederland. Met de prijs op zak, werden er verschillende singles uitgebracht, opbouwend naar debuut-ep Just As Ï Remember. Deze verscheen in november 2024. Ondertussen was Faria ook op verschillende festivals te horen. Zo stond hij op Motel Mozaïque, Valkhof Festival, Down The Rabbit Hole en Into the Great Wide Open. Eind 2024 bracht Jaïr Faria zijn debuut-EP 'Just As Ï Remember' uit en trad hij op 7 december 2024 voor een tweede keer op in de Melkweg.
Discografie (albums en ep's)
- Just As Ï Remember (ep, 2024)